# Nerthra toddi
Nerthra toddi är en insektsart som beskrevs av Polhemus och Lindskog 1994. Nerthra toddi ingår i släktet Nerthra och familjen Gelastocoridae. Inga underarter finns listade i Catalogue of Life.